# Angela Baddeley
Angela Baddeley, nata Madeleine Angela Clinton-Baddeley (Londra, 4 luglio 1904 – Wargrave, 22 febbraio 1976), è stata un'attrice britannica, conosciuta per aver preso parte alla serie TV Su e giù per le scale.

## Filmografia parziale

### Cinema
- The Speckled Band, regia di Jack Raymond (1931)
- The Ghost Train, regia di Walter Forde (1931)
- Arms and the Man, regia di Cecil Lewis (1932)
- Those Were the Days, regia di Thomas Bentley (1934)
- Passioni (Quartet), registi vari (1948)
- Tom Jones, regia di Tony Richardson (1963)

### Televisione
- An Age of Kings (1960)
- The Old Curiosity Shop (1962)
- Martin Chuzzlewit (1964)
- Su e giù per le scale (Upstairs, Downstairs) - serie TV, 53 episodi (1971-1975)